# Walter Stahlberg
Walter Stahlberg (* 24. Februar 1863 in Pritzwalk; † 9. November 1951 in Bottrop) war ein deutscher Lehrer und Geograph.

## Leben
Walter Stahlberg studierte ab Ostern 1882 an der Eberhard Karls Universität Tübingen und der Friedrich-Wilhelms-Universität zu Berlin Mathematik, Naturwissenschaften und Geographie und war von 1888 bis 1891 Lehrer an der Friedrichswerderschen Oberrealschule in Berlin und von 1891 bis 1902 zuletzt als Oberlehrer am Gymnasium Steglitz. Ab 1902 wirkte er an der Friedrich-Wilhelms-Universität zu Berlin bei Ferdinand von Richthofen  am Institut und Museum für Meereskunde in der Geographisch-naturwissenschaftlichen Abteilung als Kustos für Ozeanographie, Küstenkunde und Hafenwesen und übernahm von Paul Dinse ab dem 4. Jahrgang im Jahr 1910 die Schriftleitung der vom Institut für Meereskunde zu Berlin seit 1907 herausgegebenen Veröffentlichung Meereskunde. Sammlung volkstümlicher Vorträge zum Verständnis der nationalen Bedeutung von Meer und Seewesen.
In der Zeit des Ersten Weltkriegs wirkte Walter Stahlberg als Sekretär des Unabhängigen Ausschusses für einen Deutschen Frieden.
Walter Stahlberg führte ab 1911 den Professorentitel und wurde im Jahr 1926 in der Sektion Geographie als Mitglied in die Deutsche Akademie der Naturforscher Leopoldina aufgenommen.
Von seiner Korrespondenz sind von ihm verfasste Briefe an die Geographen Erich von Drygalski, Alfred Hettner und Hermann Wagner sowie den Sprachwissenschaftler Wilhelm Streitberg und den Übersetzer und Rassentheoretiker Ludwig Schemann im jeweiligen Nachlass überliefert.

## Orden und Ehrenzeichen
- 1906: Roter Adlerorden 4. Klasse
- 1913: Kronenorden 3. Klasse

## Schriften
- Beiträge zur experimentellen Behandlung der elementaren Optik. Wissenschaftliche Beiträge zum Jahresbericht der Realschule zu Steglitz. Steglitz 1902
- Auf einem deutschen Kabeldampfer bei einer Kabelreparatur in der Tiefsee. Meereskunde. Sammlung volkstümlicher Vorträge zum Verständnis der nationalen Bedeutung von Meer und Seewesen. 1, 6, Mittler, Berlin 1907 (Digitalisat)
- Der Hamburger Hafen und das Modell des Hamburger Hafenbetriebes im Museum für Meereskunde. Meereskunde. Sammlung volkstümlicher Vorträge zum Verständnis der nationalen Bedeutung von Meer und Seewesen. 1, 10, Mittler, Berlin 1907 (Digitalisat)
- Der Hamburger Hafen, seine Gliederung und sein Betrieb. Meereskunde. Sammlung volkstümlicher Vorträge zum Verständnis der nationalen Bedeutung von Meer und Seewesen. 1, 11, Mittler, Berlin 1907 (Digitalisat)
- Das Reich des Todes im Meer. Meereskunde. Sammlung volkstümlicher Vorträge zum Verständnis der nationalen Bedeutung von Meer und Seewesen. 2, 12, Mittler, Berlin 1908 (Digitalisat)
- Unsere Kalisalzlager ein Geschenk des Meeres an den deutschen Boden. Meereskunde. Sammlung volkstümlicher Vorträge zum Verständnis der nationalen Bedeutung von Meer und Seewesen. 3, 7, Mittler, Berlin 1909 (Digitalisat)
- Die Ermittelung der Meerestiefe. Meereskunde. Sammlung volkstümlicher Vorträge zum Verständnis der nationalen Bedeutung von Meer und Seewesen. 13, Mittler, Berlin 1920
- Das Kartenspiel um Oberschlesien. In: Die Grenzboten. Zeitschrift für Politik, Literatur und Kunst. 80, Berlin 1921, S. 6–27  (Digitalisat)

als Herausgeber
- mit Erich von Oettingen-Jensel: Eine deutsche Ritterschaft im Osten. Kranich, Berlin, 1929